# Eutreta sparsa
Eutreta sparsa är en tvåvingeart som först beskrevs av Christian Rudolph Wilhelm Wiedemann 1830.  Eutreta sparsa ingår i släktet Eutreta och familjen borrflugor. Inga underarter finns listade i Catalogue of Life.